# Svéd István
Svéd István (születési neve: Süsz István) (Étienne Sved) (Székesfehérvár, 1914. szeptember 14. – Gréoux-les-Bains, 1996. január 19.) magyar származású francia természetfotós, karikaturista, grafikusművész.

## Életpályája
Szülei Süsz Sándor és Krausz Margit voltak. Székesfehérváron járt iskolába. A budapesti művészeti iskolák zsidó származása miatt elutasították, ezért 1930-ban az Atelier Budapesten tanult rajzot, egy olyan grafikai iskolában, amelyet a náci Németországból menekülő Bauhaus tanárok alapítottak Budapesten. 1937–1938 között a Reklámélet című újságnak rajzolt karikatúrákat és grafikákat. Itt Radó György, Szemes István és Gerő Nusi voltak munkatársai. 1938-ban Magyarország német megszállásakor Egyiptomba menekült. 1938–1946 között karikatúrákat rajzolt a kairói Al Ahram nevű lapnak. A Keleti Publikációs Társaságnál dolgozott. 1946-tól élt Párizsban. 1946–1961 között a Neopublicité ügynökség (Párizs) vezetője volt. 1947-ben változtatta meg a nevét. 1949-ben lett francia állampolgár. 1955–1959 között Budapesten élt. 1961-ben saját kiadót alapított, amely művészeti- és fotóalbumokat adott ki. 1970-ben Nadar-díjat nyert.

## Művei
- Egyiptomi művészet (Étienne Drioton szövegével, 1951)
- Egyiptom szemtől szemben (Tristan Tzara szövegével, 1954)
- Provence des campaniles (1969)

## Fordítás
- Ez a szócikk részben vagy egészben  az   Étienne Sved című angol Wikipédia-szócikk ezen változatának fordításán alapul.  Az eredeti cikk szerkesztőit annak laptörténete sorolja fel. Ez a jelzés csupán a megfogalmazás eredetét és a szerzői jogokat jelzi, nem szolgál a cikkben szereplő információk forrásmegjelöléseként.